# Fourknocks
Koordinaten: 53° 35′ 50,6″ N, 6° 20′ 13,9″ W
Fourknocks (irisch Na Fuarchnoic, dt. „die kalten Hügel“) ist ein Townland im County Meath in Irland in der Nähe des Dorfes Naul, jedoch jenseits des Delvin Rivers, der hier die Grenze zum County Fingal (vormals Teil des County Dublin) bildet. Es ist für die dort befindlichen Megalithanlagen Fourknocks I-III bekannt.

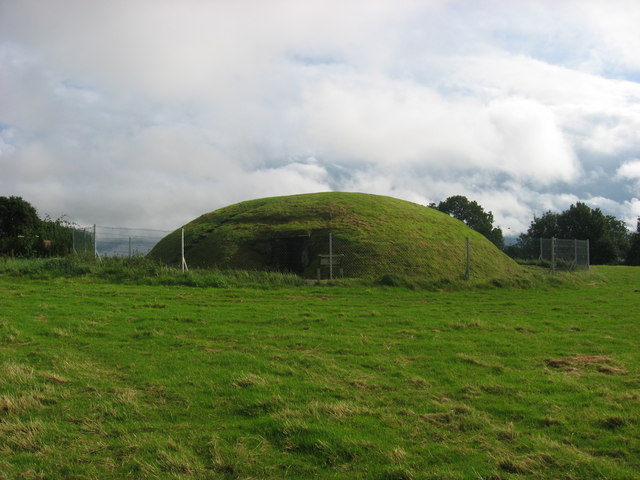
Fourknocks

## Fourknocks I
Das Passage Tomb Fourknocks I (Tuama Pasáiste na bhFuarchnoc) bildet mit einer Gruppe weitere Anlagen (Knockmany, Knockroe, Knowth, Loughcrew und Newgrange) eine Monumentart mit diversen Petroglyphen.

### Anlage
Fourknocks wurde 1950/52 von P. J. Hartnett ausgegraben. Ein Mantel aus Lehm umschloss die Anlage. Er enthielt Kisten- und Grubenbestattungen, die auch auf eine Nutzung als Cillin hinweisen. Vier der Kisten enthielten die zusammengekauerten Bestattungen von Kindern. Eine Kiste war leer. Die Grabbeigaben bestanden aus einem Gefäß. Eine Grubenbestattung enthielt ein weiteres Gefäß. Zwei der Kisten enthielten Urnen mit Leichenbrand.
Fourknocks unterscheidet sich von anderen irischen Passage tombs durch die enorme Größe seiner Kammer. Das Dach der etwa ovalen 6 × 7 m messenden Kammer bestand wahrscheinlich aus Holz und wurde von einem Mittelpfosten getragen, dessen Standspuren man fand. Heute ist eine Stahlhaube über die Anlage gezogen.
Die Kammer hat drei gleichmäßig verteilte Seitennischen, deren obere Randsteine Ritzverzierungen (meist Zickzack-Linien) tragen. Weitere Ritzungen wurden auf den Orthostaten des Ganges gefunden. Einer zeigt eine Art Clownsgesicht. Das mit einfachen Linien eingravierte Antlitz stellt die klarste Darstellung eines menschlichen Gesichtes in der prähistorischen irischen Kunst dar.
Spuren von über 60 Begräbnissen wurden im Gang und den Seitennischen, nicht jedoch in der Kammer selbst gefunden. Das Monument wurde zwischen 3000 und 2500 v. Chr. erbaut.
Der Besucher der Anlage Fourknocks I muss sich den Schlüssel aushändigen lassen. Öffnungen lassen genug Licht herein, um eine angemessene Atmosphäre zu erzeugen.

Passage Tomb Fourknocks
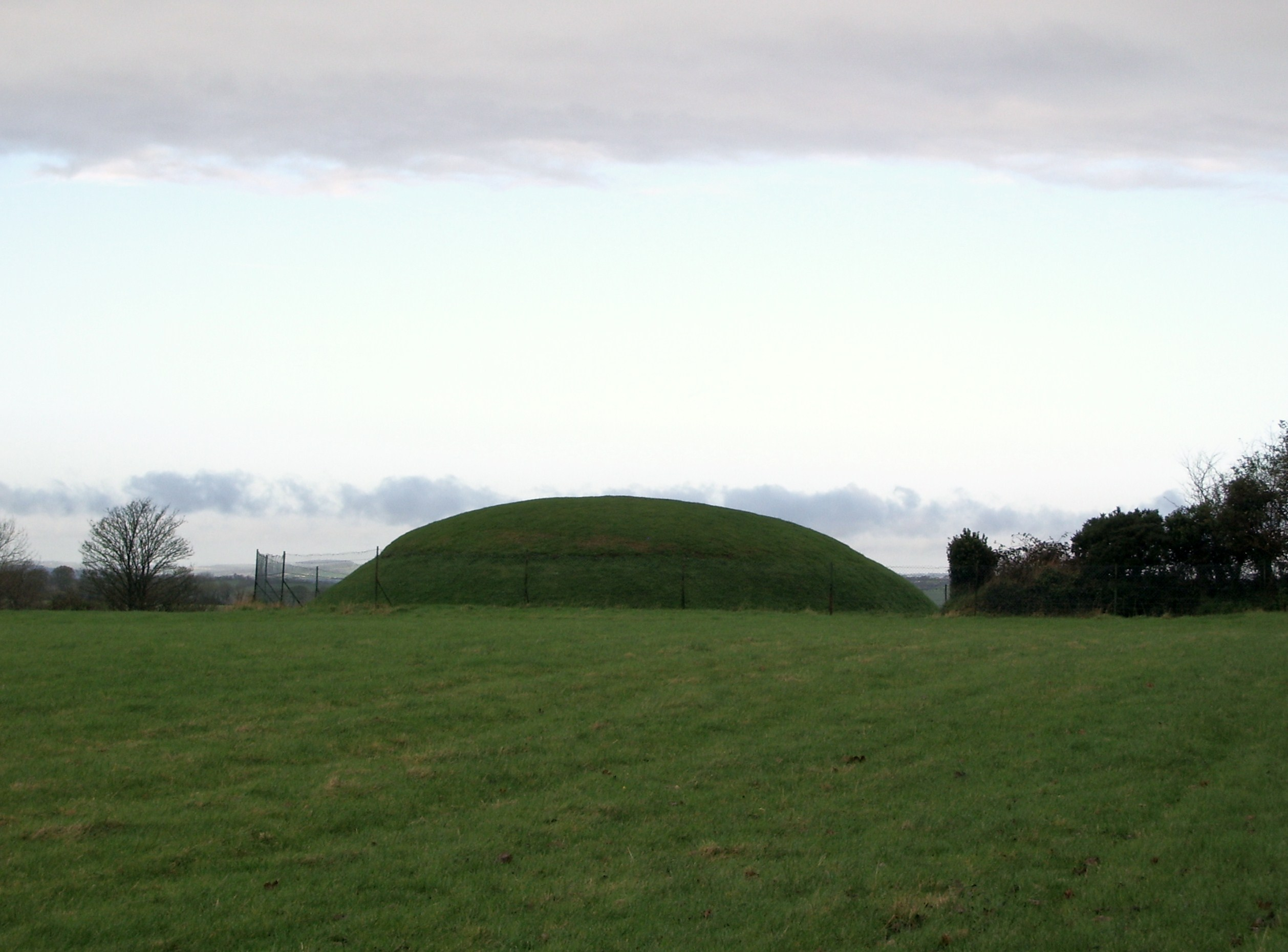
Ansicht Passage Tomb von Fourknocks
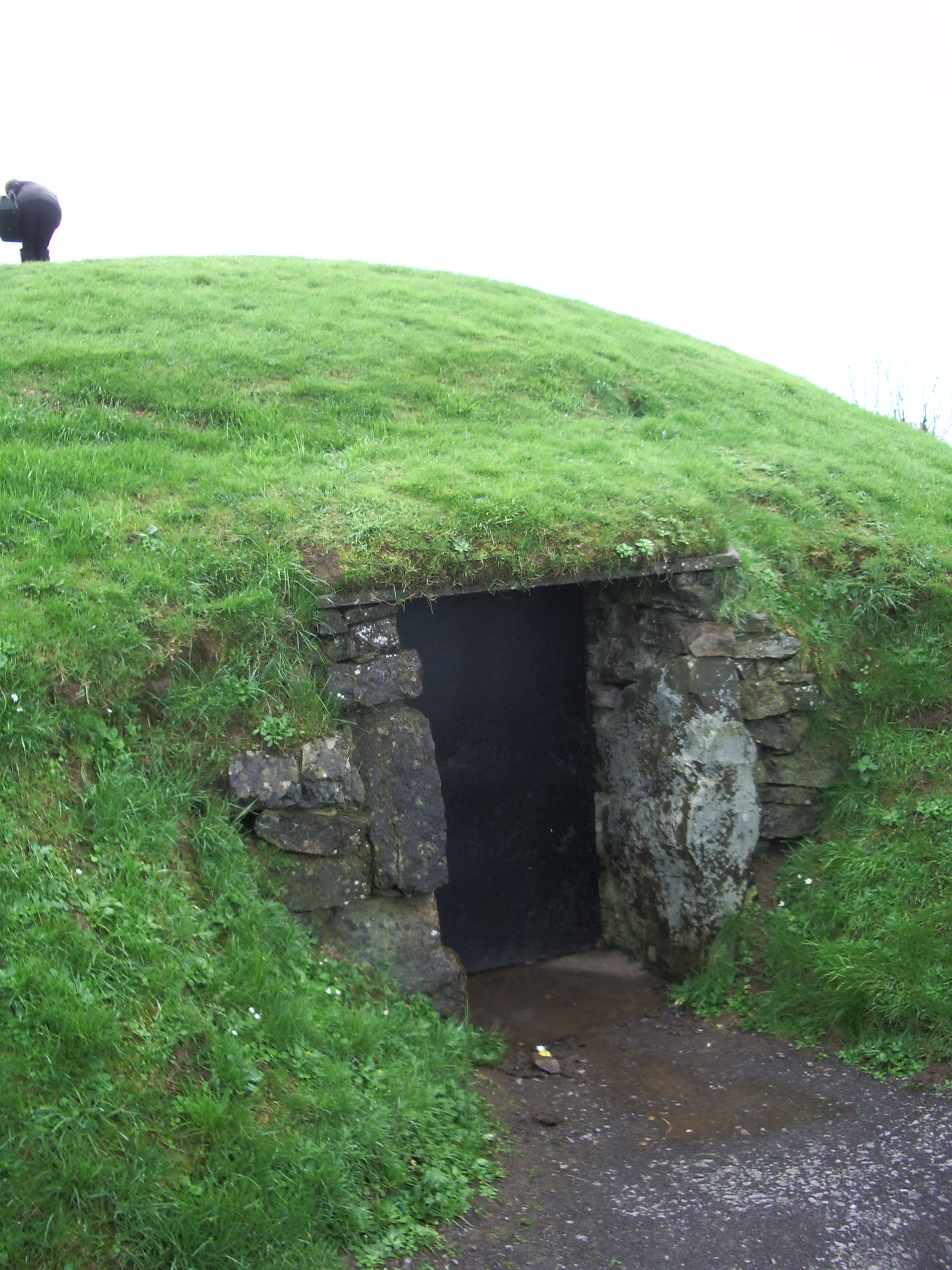
Eingang von Fourknocks
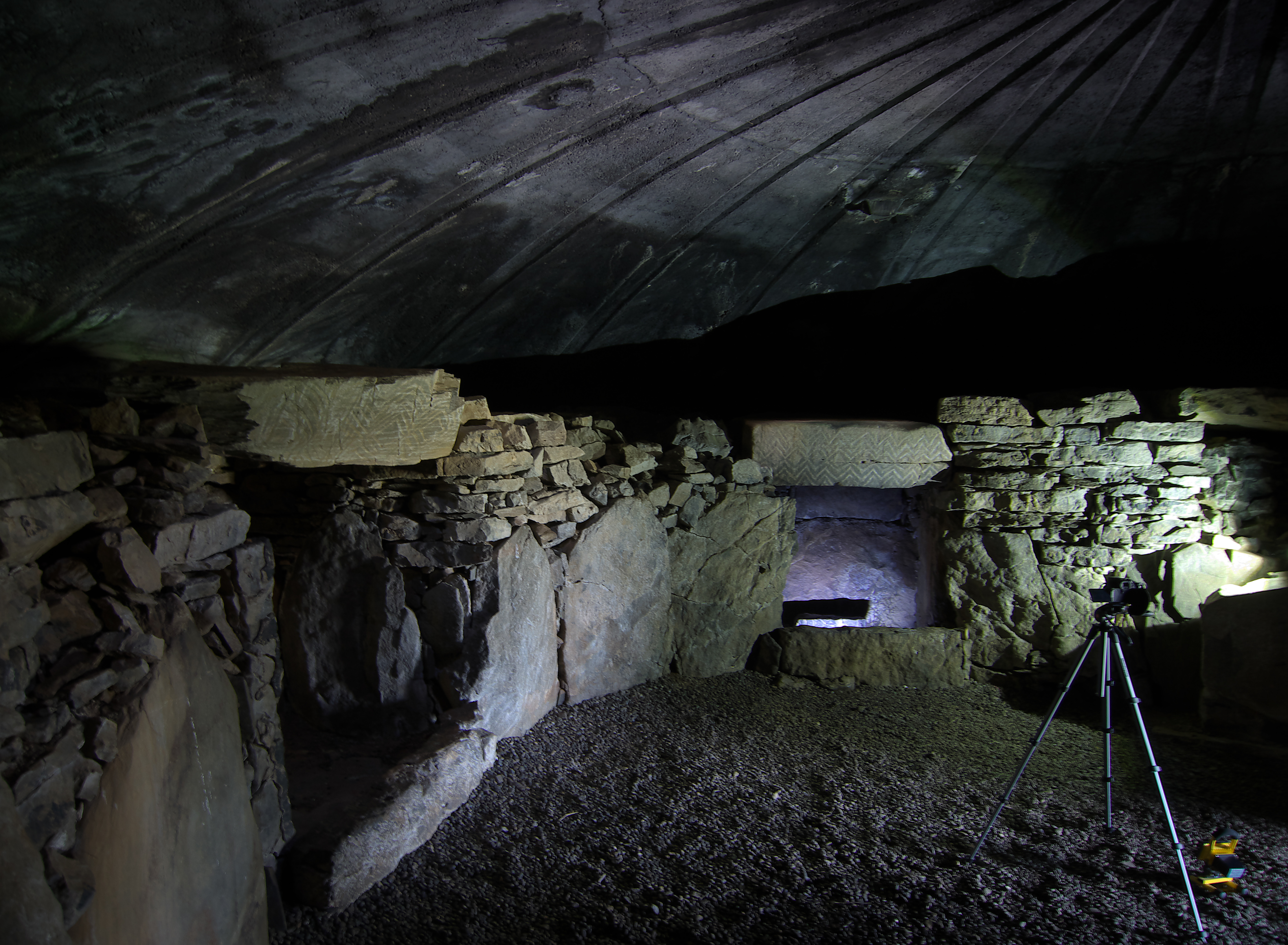
Die Kammer mit modernem Dach
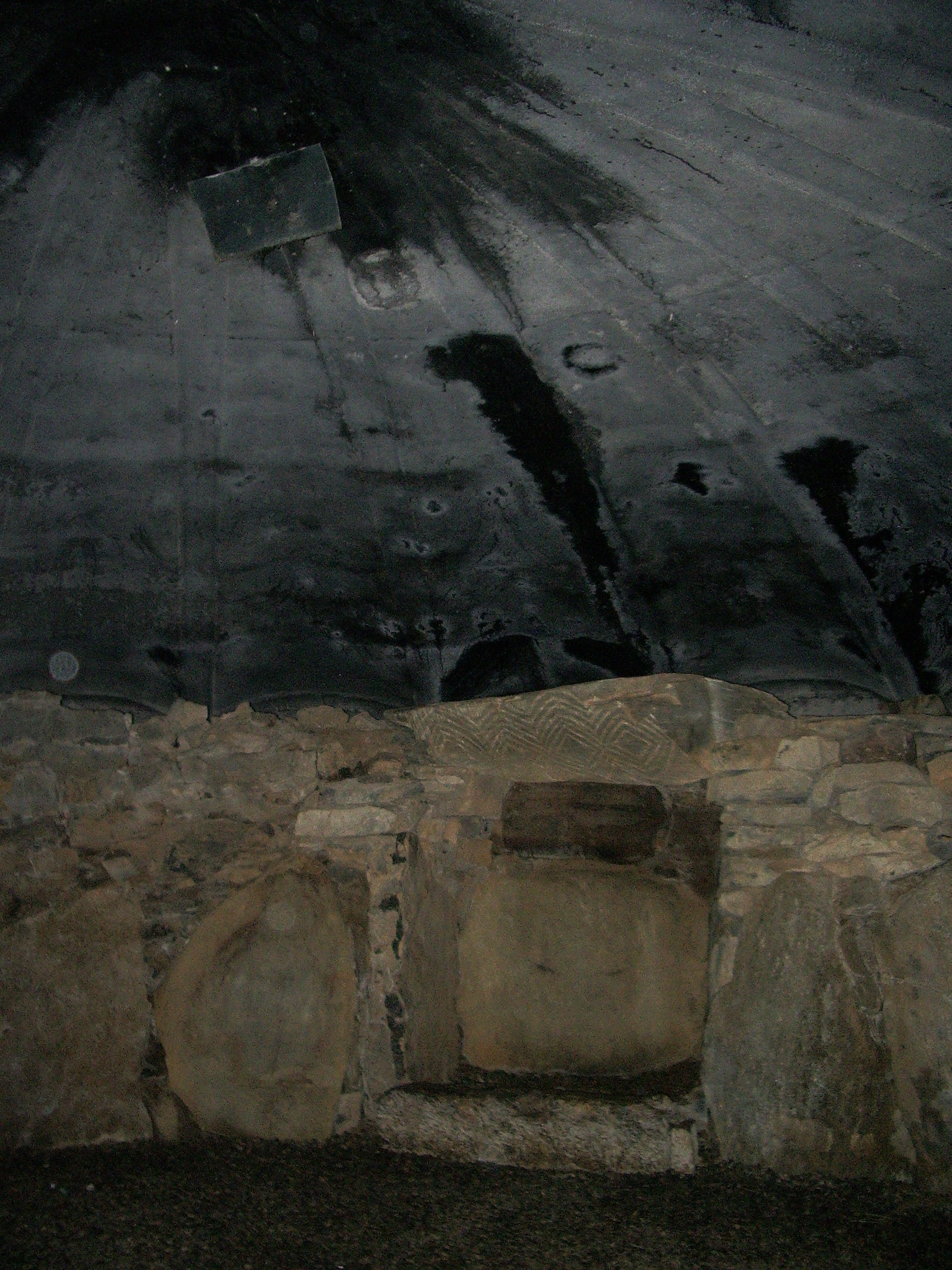
Die Kammer mit modernem Dach
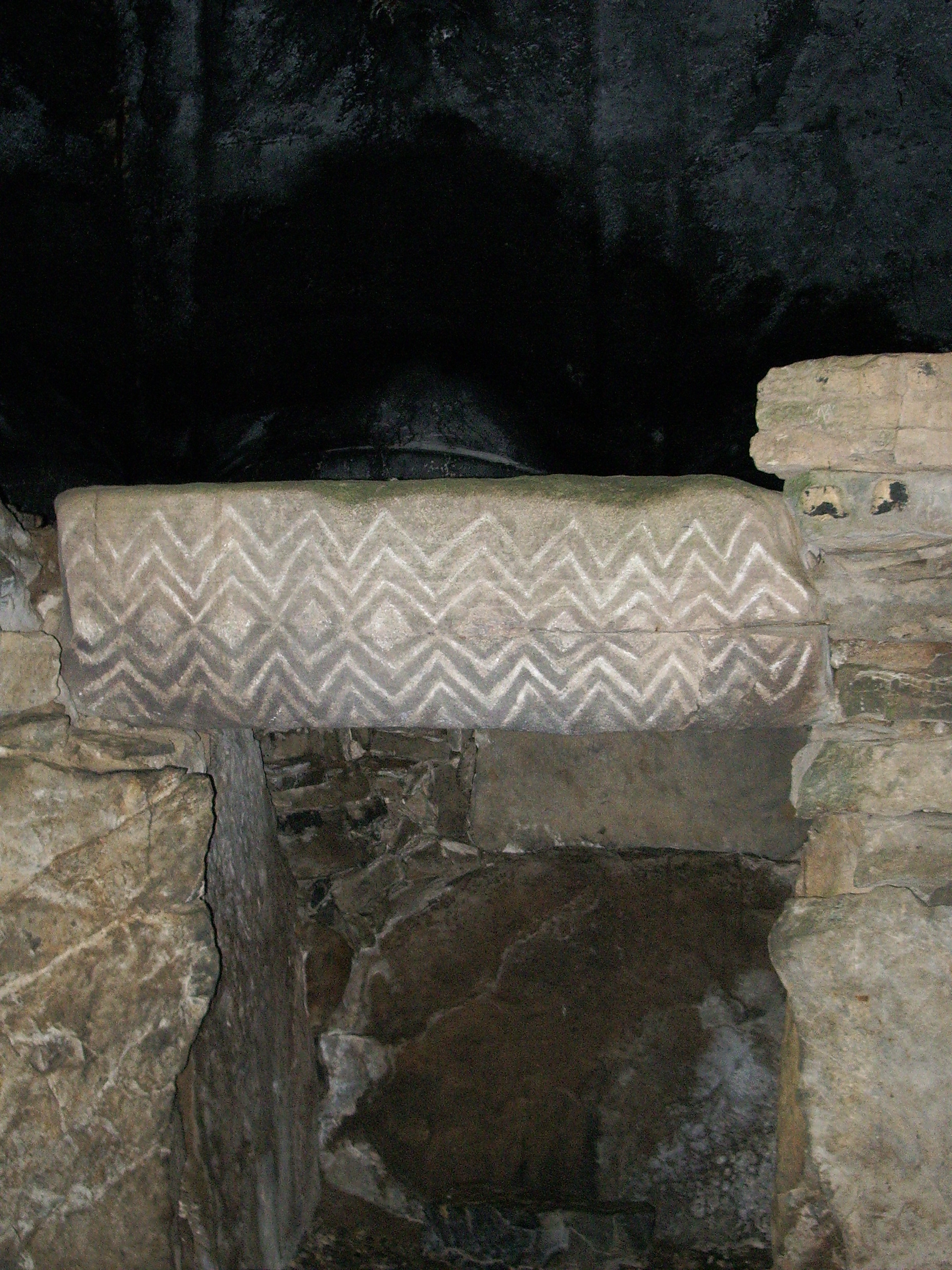
Eine Grabnische mit Ritzverzierung
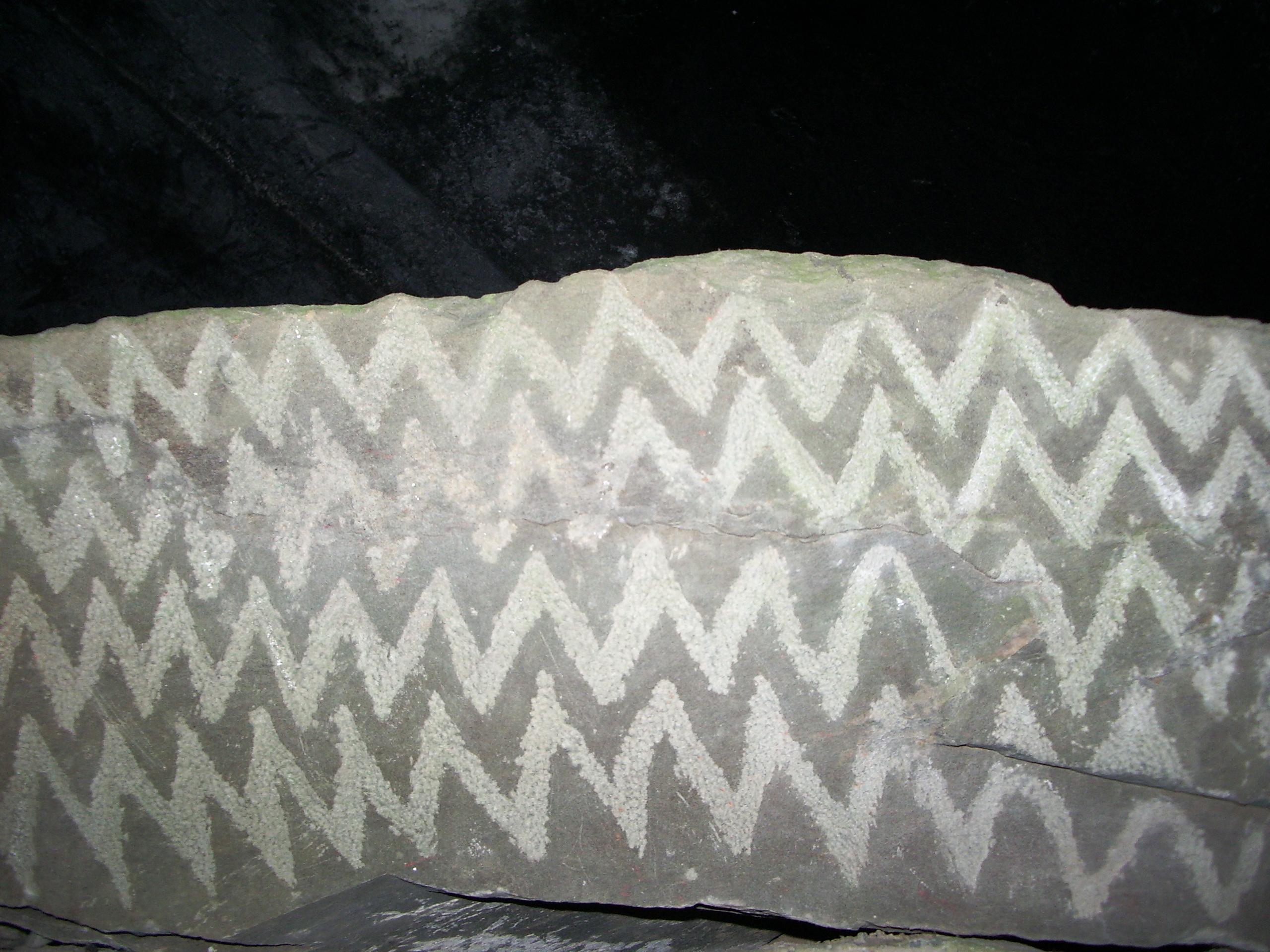
Ritzverzierung in Fourknocks
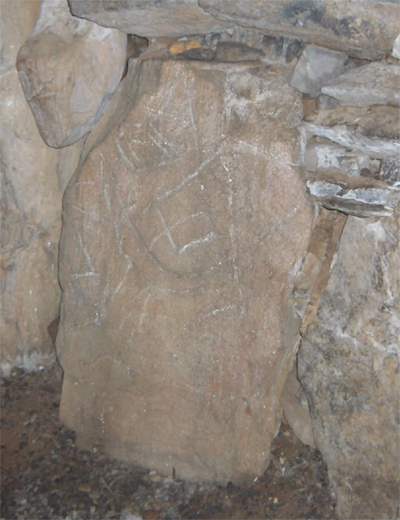
Das „Clownsgesicht“
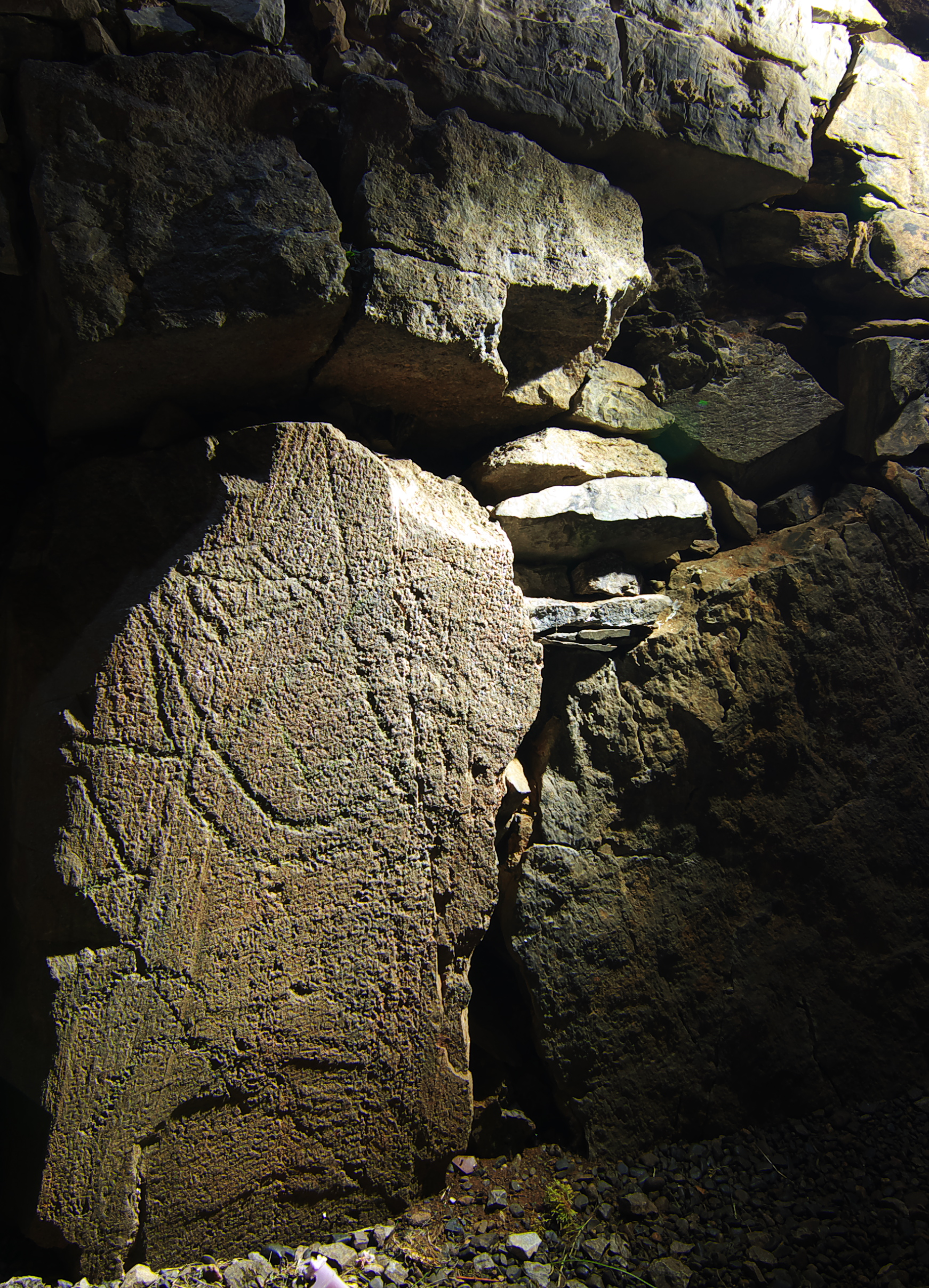
Das Gesicht

## Fourknocks II
135 m östlich des Gangrabes liegt der Hügel von Fourknocks II. Der Hügel wurde ausgegraben. Es fand sich keine Kammer, jedoch eine Anzahl von Brandbestattungen. Fourknocks II ist eine ungewöhnliche Struktur, die aus einem runden Steinhügel mit einem konzentrischen Graben und einer Grube mit einem seitlichen megalithischen Gang besteht. Beide Komplexe sind von einem äußeren Ringgraben eingefasst, der nur im Bereich der Ganges unterbrochen ist. Die Anlage wird mit Millin Bay oder Townleyhall verglichen, Strukturen, die sich ebenfalls in das Schema irischer Megalithgräber nicht recht einordnen lassen.

## Fourknocks III
Die Ausgrabung dieses zwei Meter hohen Hügels von 15 m Durchmesser erbrachte ein Brandgrab und Keramikfunde des Carrowkeel Typs. Hervorzuheben ist ein Becher mit einem Stück Muschel.

## Micknanstown
Micknanstown bei Naul ist ein nicht untersuchter Hügel der möglicherweise ein Passage Tomb der Fourknocks Gruppe birgt. Der Hügel hat etwa 22,5 m Durchmesser und ist 3,9 m hoch. Es liegt südlich eines zerstörten, einst sehr beeindruckenden Hügels.